# Служба push-уведомлений Apple
Служба push-уведомлений Apple (APNs) — сервис, созданный Apple для отправки уведомлений от сторонних приложений на устройства Apple; уведомление может содержать текст, значок и звук. Сервис уведомлений был запущен 17 июня 2009 года вместе с выпуском iOS 3, после чего в iOS 5 был добавлен Центр уведомлений и возможность отправки локальных уведомлений. Push-уведомления были также введены в OS X 10.7 как API для разработчиков и усовершенствованы в OS X 10.8 с появлением Центра уведомлений.
Apple анонсировала сервис 9 июня 2008 года, назначив дату релиза на сентябрь; однако, как впоследствии заявил Скотт Форстолл на конференции 17 марта 2009 года, внедрение было отложено после принятия решения о реструктуризации системы из соображений масштабируемости по причине «ошеломляющего» интереса разработчиков к сервису. На обоих мероприятиях Форстолл заявил, что технология Push-уведомлений расходует батарею экономнее, чем технология Pull, использующая фоновые процессы.
На OS X Lion приложение могло использовать тот же API, что и в iOS, чтобы отображать бэйджи на значках приложений OS X. Начиная с OS X Mountain Lion пользователи могут получать push-уведомления через Центр уведомлений. Если приложение не запущено при получении уведомления, его значок появится в Dock.
OS X Server использует APNs для отправки почты, календаря и контактов на устройства пользователей сети. Такие устройства, как iPhone, и такие OS X приложения, как почтовый клиент или календарь, могут получать push-уведомления от OS X Server.
В iOS 8 и более поздних версиях максимальный размер уведомлений составляет 2 килобайта; служба push-уведомлений Apple не пропускает уведомления, превышающие этот лимит. До появления iOS 8 и OS X ограничение составляло 256 байт.
22 октября 2014 года Apple объявила, что поддержка протокола SSL 3.0 будет прекращена из-за уязвимости POODLE, и к 29 октября все разработчики должны будут использовать протокол TLS.